# Solaize
Solaize település Franciaországban, Métropole de Lyon különleges státuszú nagyvárosban (métropole: nagyjából „megyei jogú város”). Lakosainak száma 3131 fő (2022. január 1.). Solaize Irigny, Vernaison, Feyzin, Saint-Symphorien-d'Ozon és Sérézin-du-Rhône községekkel határos.

## Népesség
A település népessége az elmúlt években az alábbi módon változott:
| Lakosok száma | 2990 | 2941 | 2951 | 2922 | 2939 | 2986 | 3034 | 3082 | 3131 |
|               | 2013 | 2015 | 2016 | 2017 | 2018 | 2019 | 2020 | 2021 | 2022 |